# Ландсбург, Стивен
Стивен Ландсбург (англ. Steven Landsburg; род. в 1954 году) — американский экономист.

## Биография
Доктор философии Чикагского университета по математике (1979). Преподавал в Университете штата Колорадо и Рочестерском университете. Вёл колонку «Ежедневная экономика» (Everyday Economics) в журнале «Слэйт».
Сам он себя описывает как «ярого либертарианца», и поэтому указывает на важность индивидуального выбора.

## Сочинения
- Ландсбург С. Экономист на диване: экономическая наука и повседневная жизнь = The Armchair Economist: Economics and Everyday Life[англ.] (1993) / Пер. с англ.  Л. Гончаровой. — М.: Издательство Института Гайдара, 2016 — 408 с. — ISBN 978-5-93255-441-8
- Landsburg S. Price Theory and Applications, — South-Western College Pub, 1989 — ISBN 978-0324274486
  - Теория цен и её применение. — Издательский дом «Дело» РАНХиГС, 2018. — (Академический учебник) — 856 с. ISBN 978-5-7749-1417-3
- Landsburg S., Feinstone L. J. Macroeconomics — Mcgraw-Hill College, 1996 — 640p. — ISBN 978-0070204966
- Landsburg S. Fair Play, 1997;
- Landsburg S. More Sex is Safer Sex, The Unconventional Wisdom of Economics, 2007 — ISBN 978-1416532217
- Landsburg S. The Big Questions: Tackling the Problems of Philosophy with Ideas from Mathematics, Economics and Physics, 2009